# U-Bahnhof Kalk Kapelle
Der U-Bahnhof Kalk Kapelle ist eine Station der Linien 1 und 9 der Kölner Stadtbahn. Der Bahnhof liegt im Kalker Zentrum unter der Kalker Hauptstraße.
Ab dieser Station zweigen sich die Wege der beiden Bahnlinien in Richtung Osten. Die Linie 1 fährt weiter auf der Hauptstraße über Merheim,
Brück nach Bensberg, die Linie 9 dagegen macht einen Knick und fährt weiter über Ostheim nach Königsforst.
Umsteigemöglichkeiten gibt es zur Buslinie 159 in Richtung Gremberg und Poll in den Süden bzw. in den Norden Richtung Mülheim.
Wie die anderen Stationen Bf Deutz/Messe, Deutz Technische Hochschule und Kalk Post wurde der Bahnhof 1980 eröffnet und liegt im Deutz-Kalker Tunnel.
Im Bahnhof sind nur zwei Niederflurbahnsteige vorhanden, da die Haltestelle in der Regel nur von Niederflurfahrzeugen des Typs K4000 und K4500 angefahren wird, nur einzelne Fahrten, die aus dem Betriebshof Merheim ausrücken, werden mit Hochflurfahrzeugen durchgeführt.
Wie an den anderen Stationen des Deutz-Kalker Tunnels enden die Rolltreppen auf einem Podest 55 Zentimeter über dem Bahnsteig, von dem dann eine Treppe zum Bahnsteig führt; dies war als Bauvorleistung für den späteren Umbau auf Hochbahnsteig geplant. Ein Umbau der Rolltreppen und Abbau der Podeste ist jedoch nach der Einführung von Niederflurfahrzeugen bisher unterblieben.

## Linien
| Linie | Linienverlauf | Takt   |
| ----- | --- | ------ |
| 1     | Weiden West – Junkersdorf – Rheinenergiestadion – Müngersdorf – Braunsfeld – Aachener Str./Gürtel – Moltkestraße – Rudolfplatz – Neumarkt – Heumarkt – U Bf. Deutz/Messe – U Deutz Technische Hochschule – U Kalk Post – U Kalk Kapelle – U Fuldaer Straße – U Sportpark Höhenberg – Merheim – Brück – Lustheide – Refrath – Kippekausen – Frankenforst – Neuenweg – Kölner Str. – Im Hoppenkamp – U Bensberg | 10 min |
| 9     | Sülz – Zülpicher Straße/Gürtel – Universität – Dasselstraße/Bahnhof Süd – Zülpicher Platz – Neumarkt – Heumarkt – U Bf. Deutz/Messe – U Deutz Technische Hochschule – U Kalk Post – U Kalk Kapelle – U Vingst – Ostheim – Rath/Heumar – Königsforst | 10 min |